# Prieuré de Contamine-sur-Arve
Le prieuré Notre-Dame de Contamine-sur-Arve est un ancien prieuré bénédictin, occupé en 1083 par des moines de l'ordre de Cluny, qui se dresse sur la commune de Contamine-sur-Arve dans le département de la Haute-Savoie, en région Auvergne-Rhône-Alpes.

## Situation
L'ancien prieuré de Contamine-sur-Arve, actuellement un lycée professionnel agricole, se dresse dans le département français de la Haute-Savoie sur la commune de Contamine-sur-Arve.
Sept paroisses dépendaient du prieuré : Les Gets, Thyez, Sillingy, Châtillon, Boëge, Bonneville et Saint-Nicolas-de-Véroce (rattachée aujourd'hui à Saint-Gervais-les-Bains).

## Histoire

### Fondation
La fondation du prieuré est connue par un acte datée du 1er février 1083, selon le Régeste genevois (1866). Les auteurs reprennent une information publiée par l'historien suisse Frédéric Charles Jean Gingins de la Sarraz (1862) .
Il s'agit de la donation de l'église de Contamine-sur-Arve à l'abbaye de Cluny par l'évêque de Genève, Guy de Faucigny,. L'abbaye de Cluny fonde alors un prieuré.
L'acte mentionne une donation de l'« église Sainte-Marie, sise en une localité dite Contamine, avec tous les biens y annexés : serfs des deux sexes, chapelles et églises, vignes, champs prés, bois, eaux, canaux, moulins, passages, terrains cultivés ou en friches... ». 
Le prieuré deviendra la nécropole des membres de la maison de Faucigny.

### Vie du prieuré
L'église priorale fut reconstruite en 1295, sous l'impulsion de Béatrice de Faucigny. Les remplages de ses fenêtres sont identiques à ceux d'une fenêtre murée du château de Bonneville que l'on doit également à Béatrice de Faucigny.
En 1589, lors de la guerre opposant la maison de Savoie à Genève, soutenue par les Bernois, le prieuré est détruit. 

### Suppression du prieuré
La question de la suppression du prieuré se pose dès l'année 1618, puis en 1621.
Par une bulle 22 juillet 1621, le pape Urbain VIII supprime le prieuré et transmet aux Barnabites les prébendes des moines Bouchage (1889) donne pour l'année de la bulle 1624). Dans un bref, daté du 22 mars 1625, le pape invite l'évêque Jean-François de Sales d'appliquer celle-ci.
L'intervention de François de Sales aurait permis le 7 octobre 1625 au prieuré d'être relevé par les Barnabites.
Les Barnabites sont expulsés en 1795 et la bâtisse que l'on appelle « Grande Maison » est mise en vente comme bien national.

### Période contemporaine
Une troisième congrégation, celle du Très Saint Rédempteur (Rédemptoristes), s'installera en 1847 avant d'être elle aussi expulsée.
Après avoir accueilli des mutilés de la Première Guerre mondiale, la « Grande maison » est transformée en école d'agriculture, devenue depuis 1979 un lycée professionnel agricole.

## Prieurs et sous-prieurs (1083-1624/25)
Le prieuré est soumis à l'autorité d'un prieur, bien souvent administrateur ou commendataire, le spirituel relevant alors d'un prieur claustral. L'ouvrage du rédemptoriste et historien François Bouchage (1855-1943) permet de présenter un catalogue de certains de ces prieurs attestés, de la fondation du XIIe siècle jusqu'à la suppression du Prieuré au XVIIe siècle. 

### Régeste genevois(1866)
(section « Bibliographie »)
1. ↑  Acte du 1er février 1083 in Régeste genevois, 1866, p. 62 (présentation en ligne, ou en version numérique : REG 0/0/1/215).
2. ↑  Acte d'acensement du 1er janvier 1227 (REG 0/0/1/635).

### Le prieuré de Contamine-sur-Arve(1889)
(section « Bibliographie »)
1. ↑  pp. 136-137 (lire en ligne sur Gallica).
2. ↑  pp. 5-6 (lire en ligne sur Gallica).
3. ↑  pp. 7-8 (lire en ligne sur Gallica).
4. ↑  pp. 9-11 (lire en ligne sur Gallica).
5. ↑  pp. 12-13 (lire en ligne sur Gallica).
6. ↑  pp. 14-19 (lire en ligne sur Gallica).
7. ↑  p. 19 (lire en ligne sur Gallica).
8. ↑  p. 27 (lire en ligne sur Gallica).
9. 1 2 3  pp. 33-37 (lire en ligne sur Gallica).
10. ↑  p. 37 (lire en ligne sur Gallica).
11. ↑  pp. 39 (lire en ligne sur Gallica).
12. 1 2  p. 41 (lire en ligne sur Gallica).
13. 1 2  p. 45 (lire en ligne sur Gallica).
14. ↑  pp. 46-48 (lire en ligne sur Gallica).
15. 1 2 3  pp. 49-50 (lire en ligne sur Gallica).
16. ↑  pp. 51-53 (lire en ligne sur Gallica).
17. 1 2 3  pp. 53-55 (lire en ligne sur Gallica).
18. 1 2  pp. 56-63 (lire en ligne sur Gallica).
19. 1 2 3 4  pp. 64-65 (lire en ligne sur Gallica).
20. 1 2  pp. 65-67 (lire en ligne sur Gallica).
21. 1 2  pp. 67-69 (lire en ligne sur Gallica).
22. ↑  pp. 71-72 (lire en ligne sur Gallica).
23. ↑  pp. 72-73 (lire en ligne sur Gallica).
24. 1 2 3  pp. 73-76 (lire en ligne sur Gallica).
25. 1 2  pp. 76-77 (lire en ligne sur Gallica).
26. ↑  pp. 77-79 (lire en ligne sur Gallica).
27. ↑  pp. 80-83 (lire en ligne sur Gallica).
28. 1 2  pp. 85-90 (lire en ligne sur Gallica).
29. 1 2  pp. 90-101 (lire en ligne sur Gallica).
30. ↑  pp. 102-105 (lire en ligne sur Gallica).
31. ↑  pp. 111-123 (lire en ligne sur Gallica).

### Autres références
1. 1 2 3 4  Faucigny, 1980, p. 55-56.
2. ↑  Frédéric Charles Jean Gingins de la Sarraz, « Note sur Guy de Faucigny, évêque de Genève, et sur sa parenté (1078 à 1120) », publié dans Indicateur d'histoire et d'antiquités suisses, 1862, n°1, janvier 1862, p. 6
3. ↑  Paul Guichonnet, Nouvelle encyclopédie de la Haute-Savoie : Hier et aujourd'hui, La Fontaine de Siloé, 2007, 399 p. (ISBN 978-2-8420-6374-0), p. 163.
4. ↑  Extrait de l'acte de donation, tiré du site de la société locale Les Amis de la Grande Maison.
5. 1 2 3  Louis-Etienne Piccard, L'Université chablaisienne, ou la Sainte-Maison de Thonon, impr. A. Dubouloz, 1915 (lire en ligne), p. 104.
6. ↑  Article La commune de Contamine-sur-Arve, paru dans Le Dauphiné libéré, édition du 25 mars 2008 (présentation en ligne). Une erreur s'est produite dans l'article. Il s'agit bien de 1625 et non 1725.
7. ↑  Site de la société locale Les Amis de la Grande Maison.